# Lake Andes (Dél-Dakota)
Lake Andes település az Amerikai Egyesült Államok Dél-Dakota államában, Charles Mix megyében, melynek megyeszékhelye is. Lakosainak száma 710 fő (2020. április 1.).

## Népesség
A település népességének változása:

| 2010 | 879 |
| 2020 | 710 |